# Districte de Montpeller
El Districte de Montpeller es troba al departament francès de l'Erau, a la regió d'Occitània. Té 22 cantons i 93 municipis. El cap és la prefectura de Montpeller.

## Antics cantons
- cantó de Castèlnòu de Les
- cantó de Càstias
- cantó de Claret
- cantó de Frontinhan
- cantó de Latas
- cantó de Las Matèlas
- cantó de Lunèl
- Cantó de Mauguiò
- cantó de Mesa
- cantó de Montpeller-1
- cantó de Montpeller-2
- cantó de Montpeller-3
- cantó de Montpeller-4
- cantó de Montpeller-5
- cantó de Montpeller-6
- cantó de Montpeller-7
- cantó de Montpeller-8
- cantó de Montpeller-9
- cantó de Montpeller-10
- cantó de Pinhan
- cantó de Seta-1
- cantó de Seta-2

## Actuals cantons
- cantó del Crèç
- cantó de Latas
- una part del cantó de Lodeva (7 municipis)
- cantó de Lunèl
- cantó de Mauguiò
- una part del cantó de Mesa (6 municipis)
- cantó de Montpeller-1
- cantó de Montpeller-2
- cantó de Montpeller-3
- cantó de Montpeller-4
- cantó de Montpeller-5
- cantó de Montpeller - Castèlnòu de Les
- cantó de Pinhan
- cantó de Sant Geli dau Fesc
- cantó de Seta